# Стефенс, Джон Ллойд
Джон Ллойд Стивенс (традиционно — Стефенс), англ. John Lloyd Stephens; 28 ноября 1805, Шрусбери, Нью-Джерси, — 13 октября 1852, Нью-Йорк) — американский юрист, дипломат и путешественник, майянист.
После переезда в Нью-Йорк обучался в частной школе. В возрасте 13 лет поступил в Колумбийский колледж, который окончил через 4 года, в 1822 году. Учился в Литчфильдской школе права (штат Коннектикут).
Вместе с Ф. Кезервудом отправился в путешествие на полуостров Юкатан. Результатом путешествия стала богато иллюстрированная рисунками Кезервуда книга Incidents of Travel in Central America, Chiapas and Yucatan (вскоре переведенная на многие языки мира). Книга заложила основы изучения цивилизации майя.
В 1850 году Стивенс отправился в Панаму для работы над проектом Транс-Истмийской железной дороги. Два года спустя, во время строительства железной дороги Стивенс серьезно заболел малярией. Был найден без сознания под сейбой — деревом, считающимся священным у майя. Перевезен в Нью-Йорк в критическом состоянии, умер 13 октября 1852 года.

Посмертные останки найдены на Старом Мраморном кладбище. В 1947 году группа поклонников разместила на могиле мемориальную доску, украшенную знаками и легендой майя:
Под этим сводом находятся останки Джона Ллойда Стивенса (1805-1852), путешественника и автора, основоположника в изучении цивилизации майя Центральной Америки, дизайнера и строителя Панамской железной дороги.

## Исследование Мезоамерики
Стивенс с интересом читал ранние рассказы о разрушенных городах Мезоамерики таких писателей и исследователей, как Александр фон Гумбольдт и Хуан Галиндо.
В 1839 году 8-й президент США Мартин Ван Бюрен назначил Стивенса специальным послом в Центральной Америке. При нем в Соединённых провинциях Центральной Америки началась гражданская война. Позднее он опубликовал отчет о событиях, свидетелями которых стал в Центральной Америке, о поездках в Центральную Америку, Чьяпас и Юкатан.
Стивенс и его спутник, архитектор и чертежник Фредерик Кетервуд, впервые наткнулись на руины города майя в Копане, высадившись в Британском Гондурасе (ныне Белиз). Они были поражены находками и потратили две недели, составляя карту участка. Спутники предположили, что комплекс, должно быть, был построен некоторыми давно забытыми людьми, поскольку они не могли себе представить, что это сделали коренные майя. Стивенс на самом деле смог купить город Копан за 50 долларов и мечтал сплавить его по реке в музеи Соединенных Штатов.
Оба отправились в Паленке, Киригуа и Ушмаль. Достигли Паленке 11 мая 1840 года и уехали в начале июня. Задокументировали Храм надписей, Храм Креста, Храм Солнца и Храм Расслоенного Креста.
В октябре 1841 года продолжили исследовать руины городов майя, отправившись в обратный путь на Юкатан. Согласно книге Стивенса о поездке, друзья посетили в общей сложности 44 объекта майя, такие как Майяпан, Ушмаль, Каба, ворота в Лабна, Сайиль, Штампак, Чичен-Ица, Тулум и Исамаль. В Ушмале задокументировали Дом губернатора, четырехугольник Женского монастыря и Пирамиду волшебника. Катервуд также зарисовал известный вид колодца Болончен.
Рисунки и литографии Кетервуда показали, что майя были авторами некоторых из самых художественных и интеллектуальных работ Доколумбовой Америки. Помимо крупных сооружений, они создавали произведения искусства: каменные и гипсовые скульптуры, фрески, расписную керамику и барельефы из дерева. В результате своих исследований Стивенс убедительно доказывал, что майя строили древние города Центральной Америки, в противовес теории о том, что их строили этнические группы из европейских или азиатских цивилизаций.
Книги Стивенса вдохновили Эдгара Аллана По, который рецензировал три из них для The New York Review и Graham's Magazine.